# Vincitori del Palio sbandieratori di Asti
Elenco delle vittorie del Palio degli sbandieratori di Asti.

## Storia
Il Palio degli sbandieratori di Asti detto "Paliotto" nacque nel 1977.
Esso pone in competizione tra loro i gruppi degli sbandieratori dei singoli rioni, borghi o comuni partecipanti al Palio di Asti.
Sotto il vigile e severo occhio di esperti nell’arte della bandiera e alla presenza del Capitano del Palio, i giovani atleti si cimentano in esercizi e figure particolarmente spettacolari per aggiudicarsi il "Paliotto" - un drappo di misura inferiore rispetto a quello assegnato per la corsa del Palio di Asti - che riporta le insegne della città. 
Dal 1998 è stato istituito anche il premio per i musici che, a partire dal 2011, consiste in un paliotto simile a quello assegnato agli sbandieratori.
La manifestazione ha luogo in Piazza San Secondo ad Asti, in notturna, nella settimana dedicata ai festeggiamenti patronali di San Secondo (prima settimana di maggio).

## XX secolo
| Anno | Simbolo | Vincitore                 | Simbolo | Premio Musici     | Simbolo | Premio primo rullante |
| ---- | ------- | ------------------------- | ------- | ----------------- | ------- | --------------------- |
| 1977 |         | Santa Maria Nuova (1)     | -       | -                 | -       | -                     |
| 1978 |         | Santa Caterina (1)        | -       | -                 | -       | -                     |
| 1979 |         | Torretta (1)              | -       | -                 | -       | -                     |
| 1980 |         | San Pietro (1)            | -       | -                 | -       | -                     |
| 1981 |         | Santa Caterina (2)        | -       | -                 | -       | -                     |
| 1982 |         | Viatosto (1)              | -       | -                 | -       | -                     |
| 1983 |         | Torretta (2)              | -       | -                 | -       | -                     |
| 1984 |         | Viatosto (2)              | -       | -                 | -       | -                     |
| 1985 |         | Cattedrale (1)            | -       | -                 |         | Santa Caterina        |
| 1986 |         | Santa Caterina (3)        | -       | -                 |         | Torretta              |
| 1987 |         | Torretta (3)              | -       | -                 |         | San Pietro            |
| 1988 |         | San Lazzaro (1)           | -       | -                 | -       | -                     |
| 1989 |         | Santa Caterina (4)        | -       | -                 |         | San Lazzaro           |
| 1990 |         | Torretta (4)              | -       | -                 |         | Montechiaro d'Asti    |
| 1991 |         | Torretta (5)              | -       | -                 |         | Tanaro                |
| 1992 |         | San Martino-San Rocco (1) | -       | -                 |         | Santa Caterina        |
| 1993 |         | Torretta (6)              | -       | -                 |         | San Secondo           |
| 1994 |         | Torretta (7)              | -       | -                 |         | Tanaro                |
| 1995 |         | Torretta (8)              | -       | -                 |         | Santa Maria Nuova     |
| 1996 |         | San Secondo (1)           |         | San Silvestro (1) |         | Tanaro                |
| 1997 |         | Castell'Alfero (1)        | -       | -                 |         | Santa Maria Nuova     |
| 1998 |         | Torretta (9)              |         | San Lazzaro (1)   |         | Torretta              |
| 1999 |         | Torretta (10)             |         | San Lazzaro (2)   |         | Torretta              |

## XXI secolo
| Anno    | Simbolo                                                                                    | Vincitore                                                                                  | Simbolo                                                                                    | Premio Musici                                                                              | Simbolo                                                                                    | Altri premi assegnati                                                                      |
| ------- | ------------------------------------------------------------------------------------------ | ------------------------------------------------------------------------------------------ | ------------------------------------------------------------------------------------------ | ------------------------------------------------------------------------------------------ | ------------------------------------------------------------------------------------------ | ------------------------------------------------------------------------------------------ |
| 2000    |                                                                                            | Santa Caterina (5)                                                                         |                                                                                            | Santa Caterina (1)                                                                         | -                                                                                          | -                                                                                          |
| 2001    |                                                                                            | Santa Caterina (6)                                                                         |                                                                                            | Santa Caterina (2)                                                                         | -                                                                                          | -                                                                                          |
| 2002    |                                                                                            | Santa Caterina (7)                                                                         |                                                                                            | Santa Caterina (3)                                                                         | -                                                                                          | -                                                                                          |
| 2003    |                                                                                            | San Lazzaro (2)                                                                            |                                                                                            | Santa Caterina (4)                                                                         | -                                                                                          | -                                                                                          |
| 2004    |                                                                                            | Santa Caterina (8)                                                                         |                                                                                            | San Lazzaro (3)                                                                            | -                                                                                          | -                                                                                          |
| 2005    |                                                                                            | San Lazzaro (3)                                                                            |                                                                                            | San Lazzaro (4)                                                                            | -                                                                                          | -                                                                                          |
| 2006    |                                                                                            | Santa Caterina (9)                                                                         |                                                                                            | Santa Caterina (5)                                                                         | -                                                                                          | -                                                                                          |
| 2007    |                                                                                            | San Lazzaro (4)                                                                            |                                                                                            | San Lazzaro (5)                                                                            | -                                                                                          | -                                                                                          |
| 2008    |                                                                                            | San Lazzaro (5)                                                                            |                                                                                            | San Lazzaro (6)                                                                            | -                                                                                          | -                                                                                          |
| 2009    |                                                                                            | San Lazzaro (6)                                                                            |                                                                                            | San Lazzaro (7)                                                                            | -                                                                                          | -                                                                                          |
| 2010    |                                                                                            | Santa Caterina (10)                                                                        |                                                                                            | San Lazzaro (8)                                                                            | -                                                                                          | -                                                                                          |
| 2011    |                                                                                            | San Lazzaro (7)                                                                            |                                                                                            | San Lazzaro (9)                                                                            |                                                                                            | Premio della critica San Damiano                                                           |
| 2012    |                                                                                            | San Lazzaro (8)                                                                            |                                                                                            | San Lazzaro (10)                                                                           | -                                                                                          | -                                                                                          |
| 2013    |                                                                                            | San Lazzaro (9)                                                                            |                                                                                            | San Lazzaro (11)                                                                           | -                                                                                          | -                                                                                          |
| 2014    |                                                                                            | San Lazzaro (10)                                                                           |                                                                                            | San Lazzaro (12)                                                                           |                                                                                            | Premio speciale Città di Asti Viatosto                                                     |
| 2015    |                                                                                            | San Lazzaro (11)                                                                           |                                                                                            | San Lazzaro (13)                                                                           |                                                                                            | Premio speciale Città di Asti Don Bosco                                                    |
| 2016    |                                                                                            | San Lazzaro (12)                                                                           |                                                                                            | San Lazzaro (14)                                                                           |                                                                                            | Premio speciale Giuria Panathlon Club Asti Santa Caterina                                  |
| 2017    |                                                                                            | San Lazzaro (13)                                                                           |                                                                                            | San Lazzaro (15)                                                                           |                                                                                            | Premio speciale Giuria Panathlon Club Asti San Pietro                                      |
| 2018    |                                                                                            | San Lazzaro (14)                                                                           |                                                                                            | San Lazzaro (16)                                                                           |                                                                                            | Premio speciale Giuria Panathlon Club Asti Torretta                                        |
| 2019    |                                                                                            | San Lazzaro (15)                                                                           |                                                                                            | Santa Caterina (6)                                                                         |                                                                                            | Premio speciale Giuria Panathlon Club Asti Cattedrale                                      |
| 2020-21 | A causa della pandemia di Covid-19, il Paliotto non viene disputato negli anni 2020 e 2021 | A causa della pandemia di Covid-19, il Paliotto non viene disputato negli anni 2020 e 2021 | A causa della pandemia di Covid-19, il Paliotto non viene disputato negli anni 2020 e 2021 | A causa della pandemia di Covid-19, il Paliotto non viene disputato negli anni 2020 e 2021 | A causa della pandemia di Covid-19, il Paliotto non viene disputato negli anni 2020 e 2021 | A causa della pandemia di Covid-19, il Paliotto non viene disputato negli anni 2020 e 2021 |
| 2022    |                                                                                            | Santa Caterina (11)                                                                        |                                                                                            | San Lazzaro (17)                                                                           |                                                                                            | Premio speciale Giuria Panathlon Club Asti Viatosto                                        |
| 2023    |                                                                                            | San Lazzaro (16)                                                                           |                                                                                            | San Lazzaro (18)                                                                           |                                                                                            | Premio speciale Giuria Panathlon Club Asti Don Bosco                                       |
| 2024    |                                                                                            | San Lazzaro (17)                                                                           |                                                                                            | Santa Caterina (7)                                                                         |                                                                                            | Premio speciale Giuria Panathlon Club Asti San Damiano                                     |
| 2025    |                                                                                            | Santa Caterina (12)                                                                        |                                                                                            | San Lazzaro (19)                                                                           |                                                                                            | Premio speciale Giuria Panathlon Club Asti San Lazzaro                                     |

## Statistiche Palio degli sbandieratori
Il gruppo del Borgo San Lazzaro ha vinto più volte il Paliotto con un totale di 17 affermazioni di cui 9 consecutive dal 2011 al 2019.
| Simbolo           | Rione / Borgo         | Vittorie classifica grande | Edizioni Vincenti                                                                                    | 2º posto | Edizioni 2º posto | 3º posto | Edizioni 3º posto |
| ----------------- | --------------------- | -------------------------- | --- | -------- | ----------------- | -------- | ----------------- |
|                   | San Lazzaro           | 17                         | 1988, 2003, 2005, 2007, 2008, 2009, 2011, 2012, 2013, 2014, 2015, 2016, 2017, 2018, 2019, 2023, 2024 | -        | -                 | -        | -                 |
|                   | Santa Caterina        | 12                         | 1978, 1981, 1986, 1989, 2000, 2001, 2002, 2004, 2006, 2010, 2022, 2025                               | -        | -                 | -        | -                 |
|                   | Torretta              | 10                         | 1979, 1983, 1987, 1990, 1991, 1993, 1994, 1995, 1998, 1999                                           | -        | -                 | -        | -                 |
|                   | Viatosto              | 2                          | 1982, 1984                                                                                           | -        | -                 | 1        | 2024              |
|                   | Castell'Alfero        | 1                          | 1997                                                                                                 | -        | -                 | -        | -                 |
|                   | San Secondo           | 1                          | 1996                                                                                                 | -        | -                 | -        | -                 |
|                   | San Martino-San Rocco | 1                          | 1992                                                                                                 | -        | -                 | -        | -                 |
|                   | Cattedrale            | 1                          | 1985                                                                                                 | -        | -                 | -        | -                 |
|                   | San Pietro            | 1                          | 1980                                                                                                 | 2        | 2023, 2024        | -        | -                 |
|                   | Santa Maria Nuova     | 1                          | 1977                                                                                                 | -        | -                 | -        | -                 |
| Borgodonboscoasti | Don Bosco             | -                          | - | -        | -                 | 1        | 2023              |

## Statistiche Premio Musici
Il gruppo del Borgo San Lazzaro detiene il più alto numero di premi musici con un totale di 18 affermazioni di cui 12 consecutive dal 2007 al 2018.
| Simbolo | Rione / Borgo  | Vittorie Premio Musici | Edizioni Vincenti                                                                                                | 2º posto | Edizioni 2º posto | 3º posto | Edizioni 3º posto |
| ------- | -------------- | ---------------------- | --- | -------- | ----------------- | -------- | ----------------- |
|         | San Lazzaro    | 19                     | 1998, 1999, 2004, 2005, 2007, 2008, 2009, 2010, 2011, 2012, 2013, 2014, 2015, 2016, 2017, 2018, 2022, 2023, 2025 | 1        | 2024              | -        | -                 |
|         | Santa Caterina | 7                      | 2000, 2001, 2002, 2003, 2006, 2019, 2024                                                                         | 1        | 2023              | -        | -                 |
|         | San Silvestro  | 1                      | 1996 | -        | -                 | -        | -                 |
|         | Cattedrale     | -                      | - | -        | -                 | 2        | 2023, 2024        |

## Maestri/Autori del Paliotto[3]
| Anno | Autore                          | Sbandieratori | Musici | Coreografie |
| ---- | ------------------------------- | ------------- | ------ | ----------- |
| 1977 | Borgo Santa Maria Nuova         | X             |        |             |
| 1978 | Borgo Santa Maria Nuova         | X             |        |             |
| 1979 | Rione Santa Caterina            | X             |        |             |
| 1980 | Borgo Torretta NSL              | X             |        |             |
| 1981 | Borgo San Pietro                | X             |        |             |
| 1982 | Rione Santa Caterina            | X             |        |             |
| 1983 | Borgo Viatosto                  | X             |        |             |
| 1984 | Borgo Torretta NSL              | X             |        |             |
| 1985 | Pasquale "Lino" Famiglietti     | X             |        |             |
| 1986 | Giovanni Peracchio              | X             |        |             |
| 1987 | Angelo Mione                    | X             |        |             |
| 1988 | Francesco Campa                 | X             |        |             |
| 1989 | Lorenzo Ferrero                 | X             |        |             |
| 1990 | Marilena Cerrato                | X             |        |             |
| 1991 | Fiorella Graglia                | X             |        |             |
| 1992 | Fiorella Graglia                | X             |        |             |
| 1993 | Lorenzo Ferrero                 | X             |        |             |
| 1994 | Fiorella Graglia                | X             |        |             |
| 1995 | Fiorella Graglia                | X             |        |             |
| 1996 | Fiorella Graglia                | X             |        |             |
| 1997 | Davide Chicarella/Luca Mazzei   | X             |        |             |
| 1998 | Roberto Ilengo                  | X             |        |             |
| 1999 | Fiorella Graglia                | X             |        |             |
| 2000 | Fiorella Graglia                | X             |        |             |
| 2001 | Carlo Quaglia                   | X             |        |             |
| 2002 | Filippo Pinsoglio               | X             |        |             |
| 2003 | Valter Piccollo                 | X             |        |             |
| 2004 | Ottavia Boano Baussano          | X             |        |             |
| 2005 | Valter Spessa                   | X             |        |             |
| 2006 | Luana Zoccarato                 | X             |        |             |
| 2007 | Elena Barberis/Letizia Cognasso | X             |        |             |
| 2008 | Virginia Mussa/Sara Zecchino    | X             |        |             |
| 2009 | Luana Zoccarato                 | X             |        |             |
| 2010 | Filippo Pinsoglio               | X             |        |             |
| 2011 | Martina Cerrato                 | X             |        |             |
| 2012 | Francesco Ragni                 | X             | X      |             |
| 2012 | Francesca Dutto                 |               |        | X           |
| 2013 | Stefania Carretta               | X             |        |             |
| 2013 | Filippo Pinsoglio               |               | X      |             |
| 2013 | Francesco Geraci                |               |        | X           |
| 2014 | Luca Gippa                      | X             |        |             |
| 2014 | Fabiana Grasso                  |               | X      |             |
| 2015 | Antonio Giuntoli                | X             | X      |             |
| 2016 | Giovanni Canina                 | X             | X      |             |
| 2017 | Viviana Gonella                 | X             | X      |             |
| 2018 | Marisa Garramone                | X             | X      |             |
| 2019 | Luca Gippa                      | X             | X      |             |
| 2020 |                                 |               |        |             |
| 2021 |                                 |               |        |             |
| 2022 | Michela Squillacioti            | X             |        |             |
| 2023 | Marco Roberto                   | X             |        |             |
| 2023 | Irene Aquilino                  |               | X      |             |
| 2024 | Giorgio Vassallo                | X             |        |             |
| 2024 | Carolina Avidano                |               | X      |             |
| 2025 | Elena Manca                     | X             |        |             |
| 2025 | Psiche Zanca                    |               | X      |             |